# Michigan 500 1991
Marlboro 500 1991 var ett race som var den elfte deltävlingen i PPG IndyCar World Series 1991. Racet kördes den 4 augusti på Michigan International Speedway. Rick Mears tog sin 31:a och sista IndyCar-seger, efter att bara sex förare tagit målflagg. Arie Luyendyk slutade på andra plats, medan Al UUnser Jr. klarade sig i mål trots problem på en tredje plats, hela fyra varv efter vinnaren. 

## Slutresultat
| Plats | Förare                | Team                     | Grid | Kvaltid |
| ----- | --------------------- | ------------------------ | ---- | ------- |
| 1     | Rick Mears            | Marlboro Team Penske     | 1    | 31,97   |
| 2     | Arie Luyendyk         | Vince Granatelli Racing  | 20   | 32,30   |
| 3     | Al Unser Jr.          | Galles-Kraco Racing      | 11   | 32,45   |
| 4     | Mario Andretti        | Newman/Haas Racing       | 3    | 32,11   |
| 5     | Tony Bettenhausen Jr. | Bettenhausen Motorsports | 7    | 32,33   |
| 6     | John Andretti         | Hall/VDS Racing          | 6    | 32,19   |
| 7     | Eddie Cheever         | Chip Ganassi Racing      | 13   | 32,81   |
| 8     | John Jones            | Arciero Racing           | 19   | 35,96   |
| 9     | Scott Brayton         | Dick Simon Racing        | 10   | 32,66   |
| 10    | Pancho Carter         | Leader Cards Racing      | 14   | 32,89   |
| 11    | Bobby Rahal           | Galles-Kraco Racing      | 4    | 32,12   |
| 12    | Jeff Andretti         | Bruce Leven Racing       | 16   | 33,05   |
| 13    | Scott Pruett          | Truesports Co.           | 12   | 32,65   |
| 14    | Michael Andretti      | Newman/Haas Racing       | 5    | 32,16   |
| 15    | Scott Goodyear        | UNO Racing               | 15   | 32,88   |
| 16    | Randy Lewis           | Dale Coyne Racing        | 18   | 33,58   |
| 17    | A.J. Foyt             | A.J. Foyt Enterprises    | 21   | 32,40   |
| 18    | Danny Sullivan        | Patrick Racing           | 17   | 33,09   |
| 19    | Hiro Matsushita       | Dick Simon Racing        | 9    | 32,37   |
| 20    | Emerson Fittipaldi    | Marlboro Team Penske     | 2    | 32,01   |
| 21    | Paul Tracy            | Penske Racing            | 8    | 32,35   |
| 22    | Jon Beekhuis          | Walker Racing            | 22   | -       |